# هاري باور
هاري باور (بالفرنسية: Harry Baur)‏ هو ممثل فرنسي، ولد في 12 أبريل 1880 بالدائرة الحادية عشرة في باريس في فرنسا، وتوفي في 8 أبريل 1943 بباريس في فرنسا.

## وصلات خارجية
- هاري باور على موقع IMDb (الإنجليزية)
- هاري باور على موقع ألو سيني (الفرنسية)
- هاري باور على موقع أول موفي (الإنجليزية)
- هاري باور على موقع قاعدة بيانات الأفلام السويدية (السويدية)
- هاري باور على موقع إن إن دي بي (الإنجليزية)
- هاري باور على موقع قاعدة بيانات الفيلم (الإنجليزية)
- هاري باور على موقع كينوبويسك (الروسية)